# Oryxa extendens
Oryxa extendens är en insektsart som beskrevs av Melichar 1902. Oryxa extendens ingår i släktet Oryxa och familjen Flatidae. Inga underarter finns listade i Catalogue of Life.